# Prínia rogenca
La prínia rogenca (Prinia rufescens) és una espècie d'ocell passeriforme del gènere prinia que pertany a la família Cisticolidae pròpia del sud-est asiàtic.

## Distribució i hàbitat
Es troba al sud-est asiàtic, al subcontinent indi (principalment al nord-est) i al sud de Yunnan.
L'hàbitat natural és el bosc sec subtropical o tropical.

## Subespècie
Actualment hi ha sis subespècies reconegudes.
- P. r. rufescens, la subespècie nominal, que es troba a l'est i nord-est de l'Índia, Bhutan, Bangla Desh, el sud de la Xina i Myanmar.
- P. r. beavani, que es troba al sud-est de Myanmar, Tailàndia, Laos i el nord del Vietnam.
- P. r. peninsularis, que es troba al sud de Myanmar i al sud de Tailàndia.
- P. r. objurgans, que es troba al sud-est de Tailàndia i Cambodja.
- P. r. extrema, que es troba al sud de Tailàndia i a la Malàisia peninsular.
- P. r. dalatensis, que es troba al sud del Vietnam.